# Overboard (2018)
Overboard (bra: Homem ao Mar; prt: Pela Borda Fora) é um filme de comédia romântica estadunidense de 2018, dirigido por Rob Greenberg. O roteiro foi escrito por Greenberg, Bob Fisher e Leslie Dixon. O filme é estrelado por Eugenio Derbez, Anna Faris, Eva Longoria, John Hannah e Swoosie Kurtz. O filme é um remake do filme de 1987 com o mesmo nome, com os gêneros dos papéis dos personagens principais revertidos: Aqui, uma mãe solteira batalhadora e da classe trabalhadora convence um rico playboy com amnésia de que eles são casados.
Overboard foi lançado nos Estados Unidos em 4 de maio de 2018 e arrecadou US$91 milhões em todo o mundo, contra um orçamento de US$12 milhões. O filme recebeu críticas desfavoráveis da crítica de cinema, que elogiou o desempenho cômico de Faris, mas criticou a história como medíocre e por não ter acrescentado nada de novo ao original.

## Sinopse
Kate Sullivan é uma mãe solteira viúva de três filhas que trabalha em dois empregos enquanto estudava para ser enfermeira. Ela é designada para limpar tapetes em um iate de propriedade do playboy mimado e arrogante Leonardo 'Leo' Montenegro. Leo faz comentários rudes com Kate e a despede sem pagamento quando ela se recusa a trazer comida para ele. Quando Kate reclama de seu comportamento, Leo a empurra para fora do barco junto com seu equipamento de limpeza.
Enquanto isso, no México, as irmãs Magdalena e Sofia de Leo cuidam do pai doente. Furioso quando Leo é anunciado como seu sucessor para administrar a empresa familiar, Magdalena decide visitá-lo. Naquela noite, Leo sai do iate e cai no oceano despercebido. Ele acorda na praia com amnésia e nenhuma lembrança de sua identidade. Ele vagueia pela cidade e é levado ao hospital. Magdalena o encontra e o deixa lá sem ser reclamado depois de saber que ele tem amnésia. Ela volta para casa e relata falsamente que Leo morreu. Sofia suspeita que Magdalena esteja mentindo.
Kate e sua amiga Theresa veem uma reportagem sobre a situação de Leo. Para compensar Kate pelos crimes anteriores de Leo, elas planejam tirar vantagem de sua amnésia, enganando-o a acreditar que ele é casado com Kate. Eles vão ao hospital e convencem Leo da armação quando Kate identifica corretamente uma tatuagem na parte traseira dele, um detalhe que ela notou no iate. Kate o leva para casa e o apresenta às meninas, inventando detalhes sobre a suposta vida deles juntos. Kate define Leo com um trabalho exaustivo de construção, trabalhando para o marido de Theresa, Bobby.
Leo finalmente desenvolve um vínculo com as meninas. Kate começa a se sentir culpada e pensa em contar a verdade a Leo, mas muda de ideia depois de ver o quanto as meninas gostam de ter Leo por perto. Em vez disso, eles passam a noite comemorando uma nova revelação de Kate: é o aniversário de casamento deles. No dia seguinte, Leo descobre preservativos. Ele assume o pior, mas depois de confrontar Kate, Theresa assume a culpa, afirmando que estava tendo um caso. Leo e Kate decidem renovar seus votos.
Enquanto isso, a família de Leo está prestando um serviço memorial para ele quando é apresentada uma foto envolvendo Leo. O Sr. Montenegro percebe a mentira que lhe foi contada e parte para encontrar Leo. Quando ele chega na casa de Kate, a memória de Leo retorna quando ele o vê. Ferido e com raiva, ele sai para retornar ao seu iate. As meninas correm atrás dele e pedem que ele fique, mas não obtêm sucesso.
Kate decide ir atrás de Leo, e ela e as meninas correm para a pizzaria para pegar emprestado o barco de Bobby para perseguir o iate. Enquanto isso, Leo percebeu o quão egoísta e pretensiosa era sua vida antes de conhecer Kate e as meninas. Ele percebe que quer estar com elas e manda o capitão virar o barco. Montenegro tenta detê-lo, mas Sofia interrompe a disputa e revela como Magdalena enganou a todos fingindo a morte de Leo, a fim de assumir a empresa. São ouvidos três sons de buzina, e Leo corre para o convés para encontrar Kate e as meninas próximas. Kate chama "Arturo! Arturo!" e Leo responde gritando "Catalina! Catalina!", uma referência a uma história que Leo contou a Kate. Depois de perceber que seu pai retomou o curso, Leo pula na água. Kate faz o mesmo que os dois nadam um para o outro e compartilham um beijo. Leo descarta ameaças de seu pai, que decide nomear Sofia como sua nova sucessora.
Leo volta a uma vida com Kate e as meninas. O ex-funcionário de Leo, Colin, chega para oferecer seu serviço como babá. Depois de dizer que ele não pode pagar, ele menciona que Sofia o enviou para lembrar Leo de que ele ainda é dono legal do iate, no valor de US$60 milhões. Kate e Leo se casam a bordo do iate, e amigos e familiares brindam aos noivos durante os créditos finais. O barco de Leo é comprado por US$60 milhões por seu pai, que diz que não é para seus benefícios, mas para o benefício de suas novas netas, que ele precisa para garantir que elas sejam cuidadas.

## Elenco
- Eugenio Derbez como Leonardo Montenegro
- Anna Faris como Kate Sullivan
- Eva Longoria como Theresa
- Mel Rodriguez como Bobby
- Hannah Nordberg como Emily Sullivan
- Alyvia Alyn Lind como Olivia Sullivan
- Payton Lepinski como Molly Sullivan
- Fernando Luján como Papi Montenegro
- Cecilia Suárez como Magdalena Montenegro
- Mariana Treviño como Sofia Montenegro
- John Hannah como Colin
- Swoosie Kurtz como Grace
- Josh Segarra como Jason
- Jesús Ochoa como Vito
- Omar Chaparro como Burro
- Adrian Uribe como Burrito
- Javier Lacroix como Carlos, o cozinheiro
- Édgar Vivar como Gastroenterologista de Papi

## Produção
Em março de 2017, foi anunciado que Anna Faris e Eugenio Derbez estrelariam uma reimaginação do filme original de 1987, com a direção de Rob Greenberg. Os papéis principais são revertidos em gênero no filme original. Derbez interpreta um homem rico que cai de seu iate e é encontrado pela personagem de Faris, uma mãe solteira que o convence de que ele é seu marido. As filmagens começaram em Vancouver em maio de 2017. Eva Longoria se juntou ao elenco naquele mês.

## Lançamento
Overboard foi lançado pela Metro-Goldwyn-Mayer e Lionsgate Films (através do filme é creditado sob sua divisão Pantelion Films). Foi originalmente agendada para 20 de abril de 2018, embora em janeiro de 2018 a data tenha sido remarcada para 13 de abril de 2018. Em março de 2018, o lançamento do filme foi remarcado para 4 de maio de 2018, para evitar competir com o novo lançamento de Avengers: Infinity War, em 27 de abril.

## Recepção

### Bilheteria
Overboard arrecadou US$50,3 milhões nos Estados Unidos e Canadá e US$40,9 milhões em outros territórios, num total mundial de US$91,2 milhões, contra um orçamento de produção de US$12 milhões.
Nos Estados Unidos e no Canadá, Overboard foi lançado ao lado de Tully e Bad Samaritan, e foi projetado para arrecadar cerca de US$12 milhões em 1,623 cinemas em seu primeiro fim de semana. O filme faturou US$4,8 milhões em seu primeiro dia, incluindo US$675,000 em visualizações de quinta à noite, uma melhoria em relação aos US$450,000 feitos por How to Be a Latin Lover, de Derbez, no ano anterior. O filme estreou com US$14,8 milhões, terminando em segundo, atrás de Avengers: Infinity War; como os outros filmes de Derbez, os latinos compunham pelo menos uma pluralidade de plateias (41%). Overboard caiu 31%, para US$10,1 milhões na segunda semana, caindo para a quarta, atrás de Avengers: Infinity War (US$ 64,8 milhões), Life of the Party (US$ 18,2 milhões) e Breaking In (US$16,5 milhões).

### Crítica
No Rotten Tomatoes, o filme tem uma classificação de aprovação de 24% com base em 86 avaliações e uma classificação média de 4,16/10. O consenso crítico do site diz: "Overboard faz mau uso da sempre encantadora Anna Faris - e escolhe material de origem questionável - para oferecer um remake que falha em limpar a barra razoavelmente baixa estabelecida pelo original". Em Metacritic, o filme tem uma pontuação média ponderada de 42 em 100, com base em 27 críticos, indicando "críticas geralmente desfavoráveis". As audiências consultadas pelo CinemaScore deram ao filme uma nota média de "A-" na escala A+ a F, enquanto o PostTrak relatou que os cineastas deram a ele uma pontuação global positiva de 83%.
Por outro lado, Johnny Oleksinski, do New York Post, escreveu: "Hollywood não está mais produzindo remakes ruins de ótimos filmes — agora está realizando horríveis remakes de filmes medíocres. Para obter evidências, veja Overboard. Ou melhor, não".

### Indicações
| Prêmio             | Data                 | Categoria                                 | Nomeado(s)     | Resultado | Ref.   |
| ------------------ | -------------------- | ----------------------------------------- | -------------- | --------- | ------ |
| Teen Choice Awards | 12 de agosto de 2018 | Prêmio Teen Choice de melhor filme cômico | Overboard      | Indicado  | [ 21 ] |
| Teen Choice Awards | 12 de agosto de 2018 | Choice Comedy Movie Actor                 | Eugenio Derbez | Indicado  | [ 21 ] |
| Teen Choice Awards | 12 de agosto de 2018 | Choice Comedy Movie Actress               | Anna Faris     | Indicado  | [ 21 ] |